# Cazenovia (Nowy Jork)
Cazenovia – miasto w Stanach Zjednoczonych, w stanie Nowy Jork, w hrabstwie Madison.